# Voie Georges-Pompidou
Voie Georges-Pompidou (Silnice Georgese Pompidoua) je rychlostní komunikace v Paříži. Vede přes celé město po pravém břehu řeky Seiny.

## Poloha
Silnice umožňuje rychlé spojení mezi Porte du Point-du-Jour v jihozápadní části města a Porte de Bercy v jihovýchodní. Jedná se o dvouproudou jednosměrnou silnici ve směru západ-východ (obousměrná je pouze v části 8. a 12. obvodu). Původně bylo plánováno postavit obdobnou silnici také na levém břehu v opačném směru východ-západ, ale byl vybudován jen krátký úsek mezi Pont Royal a Quai Branly. Celková délka činí 13 km. Silnice vede po náplavce Seiny (asi 5 km), na vyšším nábřeží (asi 5 km) a téměř 3 km pod zemí. Postupně prochází přes 16., 8., 1., 4. a 12. obvod a vede přes ulice Quai Saint-Exupéry, Avenue de New-York, Cours Albert-I, Cours la Reine, Quai des Tuileries, Quai Henri-IV, Quai de la Rapée a Quai de Bercy.

## Historie
Silnice vznikla v roce 1966, kdy bylo rozhodnuto spojit několik úseků, aby bylo dosaženo rychlého průjezdu Paříží. Původně se nazývala jednoduše Voie sur berge Rive Droite (Silnice na nábřeží pravého břehu), ale 3. února 1976 byla pojmenována na počest Georgese Pompidoua, francouzského prezidenta, který zemřel o dva roky dříve.

## Jiné využití
Úseky na náplavce a tunelech jsou vyhrazeny pouze pro motorová vozidla. Nicméně v centru Paříže je silnice uzavřena pro automobilovou dopravu mezi Quai des Tuileries (u Tuilerijských zahrad) a Quai Henri-IV ve prospěch chodců, cyklistů a jezdců na kolečkových bruslích každou neděli (od roku 1995) a ve svátcích (od roku 2001) a rovněž od konce července do konce srpna kvůli Paris Plages (od roku 2002).

## Další rozvoj
Od 90. let probíhá debata o zrušení rychlostní silnice, kterou podporují nevládní organizace, např. Réseau Vert. V nedělích 10. července a 30. října 1994 byla silnice z iniciativy ministerstva životního prostředí uzavřena pro auta. Po tomto pokusu se nedělní uzavírání jízdních pruhů koná pravidelně od léta 1995.
V červenci 2004 šest asociací navrhlo experimentální částečné uzavření silnice i na levém břehu, což policejní prefekt zamítl.
Nový projekt týkající se obnovy a zkrášlení míst v historické části města zveřejnila pařížská radnice v dubnu 2010. Mezi cíli bylo i posílení ekologické ochrany řeky Seiny a jejího okolí a opětovné zpřístupnění nábřeží chodcům a cyklistům. Z toho důvodu se budou uzavírat pro automobilovou dopravu i nábřeží na levém břehu a na Voie Georges Pompidou bude nainstalováno pět semaforů umožňující přechod pro chodce podél řeky mezi městskou radnicí a Quai Henri-IV. Tento projekt byl po konzultacích a s určitými úpravami schválen radou Paříže 8. února 2011.